# Jalandhar
Jalandhar (o Jullundur) è una suddivisione dell'India, classificata come municipal corporation, di 701 223 abitanti, capoluogo del distretto di Jalandhar e della divisione di Jalandhar, nello Stato federato del Punjab. In base al numero di abitanti la città rientra nella classe I (da 100 000 persone in su).

## Geografia fisica
La città è situata a 31° 19' 32 N e 75° 34' 45 E e ha un'altitudine di 228 m s.l.m.

## Società

### Evoluzione demografica
Al censimento del 2001 la popolazione di Jalandhar assommava a 701 223 persone, delle quali 376 925 maschi e 324 298 femmine. I bambini di età inferiore o uguale ai sei anni assommavano a 71 619, dei quali 40 147 maschi e 31 472 femmine. Infine, coloro che erano in grado di saper almeno leggere e scrivere erano 521 808, dei quali 288 583 maschi e 233 225 femmine.